# Cezar Washington Alves Portela
Cezar Washington Alves Portela (sinh ngày 16 tháng 11 năm 1986) là một cầu thủ bóng đá người Brasil thi đấu cho Nagoya Grampus ở vị trí tiền vệ.

## Sự nghiệp

### Câu lạc bộ
Ngày 30 tháng 11 năm 2016, Washington ký hợp đồng với Nagoya Grampus ở J2 League.

## Thống kê sự nghiệp

### Câu lạc bộ
Tính đến trận đấu diễn ra ngày 3 tháng 12 năm 2017
| Câu lạc bộ          | Mùa giải            | Giải vô địch        | Giải vô địch | Giải vô địch | Cúp Quốc gia | Cúp Quốc gia | Cúp Liên đoàn | Cúp Liên đoàn | Châu lục | Châu lục  | State League | State League | Khác    | Khác      | Tổng    | Tổng      |
| Câu lạc bộ          | Mùa giải            | Hạng đấu            | Số trận      | Bàn thắng    | Số trận      | Bàn thắng    | Số trận       | Bàn thắng     | Số trận  | Bàn thắng | Số trận      | Bàn thắng    | Số trận | Bàn thắng | Số trận | Bàn thắng |
| ------------------- | ------------------- | ------------------- | ------------ | ------------ | ------------ | ------------ | ------------- | ------------- | -------- | --------- | ------------ | ------------ | ------- | --------- | ------- | --------- |
| Canoas              | 2011                |                     | 0            | 0            | 0            | 0            | -             | -             | -        | -         | 14           | 0            | -       | -         | 14      | 0         |
| Canoas              | Tổng                | Tổng                | 0            | 0            | 0            | 0            | -             | -             | -        | -         | 14           | 0            | -       | -         | 14      | 0         |
| São José-PA         | 2012                |                     | 0            | 0            | 0            | 0            | -             | -             | -        | -         | 5            | 0            | -       | -         | 5       | 0         |
| São José-PA         | Tổng                | Tổng                | 0            | 0            | 0            | 0            | -             | -             | -        | -         | 5            | 0            | -       | -         | 5       | 0         |
| Brasil de Pelotas   | 2012                | Série D             | 5            | 0            | 0            | 0            | -             | -             | -        | -         | 0            | 0            | -       | -         | 5       | 0         |
| Brasil de Pelotas   | 2013                |                     | 0            | 0            | 2            | 0            | -             | -             | -        | -         | 0            | 0            | -       | -         | 2       | 0         |
| Brasil de Pelotas   | 2014                | Série D             | 15           | 1            | 0            | 0            | -             | -             | -        | -         | 14           | 0            | -       | -         | 29      | 1         |
| Brasil de Pelotas   | 2015                | Série C             | 20           | 2            | 1            | 0            | -             | -             | -        | -         | 11           | 0            | -       | -         | 32      | 2         |
| Brasil de Pelotas   | 2016                | Série B             | 34           | 0            | 1            | 0            | -             | -             | -        | -         | 13           | 0            | -       | -         | 48      | 0         |
| Brasil de Pelotas   | Tổng                | Tổng                | 74           | 3            | 4            | 0            | -             | -             | -        | -         | 38           | 0            | -       | -         | 116     | 3         |
| Nagoya Grampus      | 2017                | J2 League           | 29           | 1            | 2            | 1            | -             | -             | -        | -         | -            | -            | 2       | 0         | 33      | 2         |
| Nagoya Grampus      | Tổng                | Tổng                | 29           | 1            | 2            | 1            | -             | -             | -        | -         | -            | -            | 2       | 0         | 33      | 2         |
| Tổng cộng sự nghiệp | Tổng cộng sự nghiệp | Tổng cộng sự nghiệp | 103          | 4            | 6            | 1            | -             | -             | -        | -         | 57           | 0            | 2       | 0         | 168     | 5         |